# Eyþór Kristján Guðjónsson
Eyþór Kristján Guðjónsson (Izland, 1968. február 5. –) The King of The Swing néven is ismert, izlandi színész.

## Élete
Eyþór Guðjónssonnak 2005-ben volt az első fellépése a Hostel című filmben Oli szerepében. Egy évvel később, 2006-ban, a Hostel Dissected dokumentációban  önmagát játszotta. 2007-ben a Hostel 2 film társproducere volt.

## Filmográfia
- 2005: Hostel
- 2006: Hostel Dissected
- 2007: Hostel 2

## Fordítás
- Ez a szócikk részben vagy egészben  az   Eyþór Kristján Guðjónsson című német Wikipédia-szócikk fordításán alapul.  Az eredeti cikk szerkesztőit annak laptörténete sorolja fel. Ez a jelzés csupán a megfogalmazás eredetét és a szerzői jogokat jelzi, nem szolgál a cikkben szereplő információk forrásmegjelöléseként.